# سباق الطريق لنخبة السيدات - بطولة أوروبا للدراجات 2017
سباق الطريق لنخبة السيدات - بطولة أوروبا للدراجات 2017 (بالفرنسية: Course en ligne féminine aux championnats d'Europe de cyclisme sur route 2017)‏ هو سباق دراجات هوائية، وهو الموسم رقم 2 من السباق، وأقيم في 5 أغسطس 2017، وامتدّ لمسافة 120.6 كيلومتر، وهو أحد سباقات بطولة أوروبا للدراجات 2017، وقد شارك في السباق 97 متسابقاً ووصل إلى نهايته 87 متسابقاً.
فاز فيه بالمركز الأول ماريان فوس، وبالمركز الثاني جورجيا برونزيني، وبالمركز الثالث أولغا زابيلينسكايا.

## التصنيف العام النهائي
| \| التصنيف العام \| التصنيف العام \| التصنيف العام \| التصنيف العام \| التصنيف العام \| \| المتسابقة \| المتسابقة \| الفريق \| الوقت \| \| \| ------------- \| ----------------------- \| ----------------------------------------------------- \| ------------- \| ------------- \| \| 1 \| ماريان فوس \| فريق هولندا لركوب الدراجات للسيدات 2017 [لغات أخرى]‏ \| 2 س 51 د 13 ث \| \| \| 2 \| جورجيا برونزيني \| فريق إيطاليا لركوب الدراجات للسيدات 2017‏ \| + 0 ث \| \| \| 3 \| أولغا زابيلينسكايا \| فريق روسيا لركوب الدراجات للسيدات 2017 [لغات أخرى]‏ \| + 2 ث \| \| \| 4 \| روكسان فورنييه \| فريق فرنسا لركوب الدراجات للسيدات 2017 [لغات أخرى]‏ \| + 15 ث \| \| \| 5 \| أمالي ديديريكسن \| فريق الدنمارك لركوب الدراجات للسيدات 2017 [لغات أخرى]‏ \| + 15 ث \| \| \| 6 \| جولين ديهور \| فريق بلجيكا لركوب الدراجات للسيدات 2017 [لغات أخرى]‏ \| + 15 ث \| \| \| 7 \| كيرستن وايلد \| فريق هولندا لركوب الدراجات للسيدات 2017 [لغات أخرى]‏ \| + 15 ث \| \| \| 8 \| Lotta Lepistö \| فريق فنلندا لركوب الدراجات للسيدات‏ \| + 15 ث \| \| \| 9 \| ماريا جوليا كونفالونيري \| فريق إيطاليا لركوب الدراجات للسيدات 2017‏ \| + 15 ث \| \| \| 10 \| إميليا فهلين \| فريق السويد لركوب الدراجات للسيدات 2017‏ \| + 15 ث \| \| |                         |                                            |               |  |
| |                         |                                            |               |  |
| مصدر: ProCyclingStats |                         |                                            |               |  |
| التصنيف العام |                         |                                            |               |  |
| المتسابقة | المتسابقة               | الفريق                                     | الوقت         |  |
| 1 | ماريان فوس              | فريق هولندا لركوب الدراجات للسيدات 2017 ‏   | 2 س 51 د 13 ث |  |
| 2 | جورجيا برونزيني         | فريق إيطاليا لركوب الدراجات للسيدات 2017‏   | + 0 ث         |  |
| 3 | أولغا زابيلينسكايا      | فريق روسيا لركوب الدراجات للسيدات 2017 ‏    | + 2 ث         |  |
| 4 | روكسان فورنييه          | فريق فرنسا لركوب الدراجات للسيدات 2017 ‏    | + 15 ث        |  |
| 5 | أمالي ديديريكسن         | فريق الدنمارك لركوب الدراجات للسيدات 2017 ‏ | + 15 ث        |  |
| 6 | جولين ديهور             | فريق بلجيكا لركوب الدراجات للسيدات 2017 ‏   | + 15 ث        |  |
| 7 | كيرستن وايلد            | فريق هولندا لركوب الدراجات للسيدات 2017 ‏   | + 15 ث        |  |
| 8 | Lotta Lepistö           | فريق فنلندا لركوب الدراجات للسيدات‏         | + 15 ث        |  |
| 9 | ماريا جوليا كونفالونيري | فريق إيطاليا لركوب الدراجات للسيدات 2017‏   | + 15 ث        |  |
| 10 | إميليا فهلين            | فريق السويد لركوب الدراجات للسيدات 2017‏    | + 15 ث        |  |

## وصلات خارجية
- الموقع الرسمي
- لمحة عن سباق سباق الطريق لنخبة السيدات - بطولة أوروبا للدراجات 2017 على موقع  ProCyclingStats   (برو  سايكلنج  ستاتس) - إحصاءات  محترفي  الدراجات.
- سباق الطريق لنخبة السيدات - بطولة أوروبا للدراجات 2017 على موقع إحصائيات الدراجات الإحترافية (الإنجليزية)